# Велодром (стадіон)
«Велодром» (фр. Stade Vélodrome) — стадіон у Марселі, Франція. Домашній стадіон французького футбольного клубу Олімпік Марсель, який крім цього використовувався для проведення ігор чемпіонатів світу 1938 і 1998 років, чемпіонатів Європи 1960, 1984 та 2016 року. Найбільший з клубних футбольних стадіонів Франції.
Своєю назвою нині виключно футбольний стадіон (крім футболу на арені «Велодром» в останні роки проводилися лише кілька матчів французької регбійної збірної, а також концерти музичних виконавців) зобов'язаний тим, що спочатку був призначений не тільки (і можливо, не стільки) для футболу, але також для проведення велосипедних змагань. Велосипедні доріжки були замінені трибунами тільки в середині 80-х років.

## Історія
Будівництво стадіону почалося в 1933 році. Невдовзі, однак, будівництво було заморожено, оскільки стало ясно, що початковий проект неможливо реалізувати через фінансові причини. Перспектива проведення на «Велодромі» матчів футбольного чемпіонату світу-38 допомогла відновити будівництво в квітні 1935 року, і через 26 місяців будівництво гігантської арени було закінчено.
Відкриття стадіону відбулося 13 червня 1937 року. На церемонії були присутні 30 000 глядачів. Церемонія містила в собі велосипедні гонки, змагання бігунів, а завершилося товариським матчем Олімпік Марсель — Торіно, в якому перемогу здобули господарі нової арени з рахунком 2:1.
У 1938 році на «Велодромі» пройшло два матчі чемпіонату світу, в тому числі драматичний півфінал Італія — Бразилія.
Друга світова війна перервала всі спортивні змагання, і стадіон використовувався як місце паркування спочатку французької, потім німецької, і нарешті американської військової техніки. Однак, і під час війни стадіон кілька разів ставав місцем проведення футбольних матчів, зокрема в 1942, коли команда, що представляла Францію Віші, програла збірній Швейцарії в присутності 39 000 глядачів.
У 1984 році стадіон прийняв кілька матчів чемпіонату Європи, що проходив у Франції. До чемпіонату стадіон був оновлений, укладено нове поле. Зі стадіону були остаточно прибрані велосипедні доріжки, що збільшило офіційну місткість до 40 000. Однак, під час знаменитого півфіналу Франція — Португалія, незважаючи на офіційні цифри, стадіон зумів вмістити 58 848 глядачів, які в результаті побачили переможний гол Мішеля Платіні на 119 хвилині.
Перед чемпіонатом світу 1998 року стадіон знову зазнав серйозного ремонту. Стадіон був серйозно розширений, кілька трибун були повністю перебудовані. Після перебудови місткість стадіону збільшилася до 60 000.
Під час чемпіонату світу на «Велодромі» було проведено 7 матчів — 4 матчі групового турніру, і по одному матчу 1/8, 1/4 і 1/2 фіналу.
До матчів чемпіонату Європи з футболу 2016 стадіон був реконструйований. Будівельні роботи тривали з 2011 до жовтня 2014 року без закриття самої арени. Над трибунами було споруджено дах площею 65 тис. м.кв., а його місткість була збільшена до 67 тис. місць, в тому числі 7 тис. — класу VIP.

## «Велодром» і Олімпік
Вже довгий час «Велодром» служить домашньою ареною одного з провідних клубів Франції — марсельського Олімпіка. Однак взаємини стадіону і клубу не завжди були безхмарними.
«Велодром» був побудований на гроші муніципалітету Марселя і досі є його власністю. Тому довгий час власники і вболівальники Олімпіка були налаштовані вороже по відношенню до «Велодрому»; положення ускладнювалося тим, що у Олімпіка був свій стадіон «Айвен» (фр. Stade de Huveaune). Цей стадіон уболівальники Олімпіка беззастережно вважали «своїм», тому що він належав Олімпіку, і його трибуни будувалися на початку 20-х на гроші уболівальників. Однак, війна поклала край цьому конфлікту, тим більше що Олімпік перестав бути власником стадіону «Айвен».
Проте, в кінці 60-х, конфлікт спалахнув з новою силою — причиною стали розбіжності тодішнього керівництва клубу і муніципалітету міста. У результаті президент Леклерк вирішив знову проводити домашні матчі клубу на «Айвен». Тільки після того, як муніципалітет погодився приділяти більше уваги потребам Олімпіка, клуб знову повернувся на «Велодром».

## Параметри стадіону
- Місткість — 37 000 (1937 рік — 30 000, 1971 — 36 000, 1984 — 40 000).
- Розмір поля — 105 x 68 метрів.
- Освітлення — 1430 люксів.
- Середня відвідуваність — 51 600 глядачів (сезон 2003/2004)

Офіційно рекордна відвідуваність на «Велодромі» була зафіксована 8 квітня 1998 на грі чемпіонату Франції проти Парі Сен-Жермен і склала 57 603 глядача

## Чемпіонат Європи з футболу 2016
На стадіоні відбулись 6 матчів Євро-2016: чотири на груповому етапі, один на стадії чвертьфіналу і один півфінальний.
| Дата           | Час (київський) | Господар  | Результат      | Гість      | Раунд       | Глядачі |
| -------------- | --------------- | --------- | -------------- | ---------- | ----------- | ------- |
| 11 червня 2016 | 22:00           | Англія    | 1–1            | Росія      | Група B     | 62,343  |
| 15 червня 2016 | 22:00           | Франція   | 2–0            | Албанія    | Група A     | 63,670  |
| 18 червня 2016 | 19:00           | Ісландія  | 1–1            | Угорщина   | Група F     | 60,842  |
| 21 червня 2016 | 22:00           | Україна   | 0–1            | Польща     | Група C     | 58,874  |
| 30 червня 2016 | 22:00           | Польща    | 1–1 (пен. 3:5) | Португалія | Чвертьфінал | 62,940  |
| 7 липня 2016   | 22:00           | Німеччина | 0–2            | Франція    | Півфінал    | 64,078  |

## Цікаві факти
- Чинний мер міста Марселя Жан-Клод Годін пообіцяв, що доки він залишається на своїй посаді, стадіон не поміняє своєї назви. Потенційна ціна продажу прав на назву стадіону оцінюється приблизно в 6 млн. € на рік[5].